# KGUN
KGUN es la estación de televisión afiliada a la ABC que transmite para Tucson, Arizona. La televisora transmite en la señal análoga 9 y en la señal digital 35 desde Mount Bigelow en el noreste de Tucson.

## Historia
La estación fue fundada en 1955 por el ranchero D.W. Ingram que la llamó KDWI por sus iniciales. Ingram prontamente la vendió a May Broadcasting (con sede en Shenandoah, Iowa) la cual cambió la sigla. La nueva sigla, KGUN fueron escogidas debido a que el dueño de May Broadcasting era un coleccionista de armas y amante de las películas del estilo "western" que se rodaban frecuentemente en el área de Tucson. May vendió sus empresas de televisión (KGUN y KMTV en Omaha, Nebraska) a Lee Enterprises en 1986, la cual vendió dichas televisoras a Emmis Communications en 2000.
En 2005, Emmis traspasó el control de sus televisoras al Journal Broadcast Group (con sede en Milwaukee), la cual también obtuvo 4 radioemisoras en Tucson. La venta finalizó en diciembre de 2005.

## Programación
KGUN 9 News se emite los días de semana a las 5:00 a. m., 11:00 a. m., 5:00 p. m., 6:00 p. m., y 10:00 p. m.; mientras que los fines de semana se emite a las 5:00 y 10:00 p. m..
Los índices de audiencia en el mercado de Tucson han sido volátiles en los últimos años. En 2004, los noticieros de KGUN se ubicaban en el primer lugar a las 11:00 a. m. y 6:00 p. m., pero en los demás horarios se ubica en último lugar.
Entre los programas sindicados emitidos por KGUN se incluye: Live with Regis and Kelly, Inside Edition, Who Wants To Be A Millionaire, The Ellen DeGeneres Show, Wheel of Fortune y Jeopardy!.